# Socialistická republika Černá Hora
Socialistická republika Černá Hora (zkráceně SR Černá Hora; srbochorvatsky Socijalistička Republika Crna Gora, SR Crna Gora; Социјалистичка Република Црна Гора, СP Црна Гора) byla socialistickou republikou, jež byla součástí Socialistické federativní republiky Jugoslávie. Součástí AVNOJské Jugoslávie se země stala v roce 1943. Socialistická republika Černá Hora zanikla přijetím nové ústavy 12. října 1992.

## Vývoj názvu
- 1945 - 1963: Lidová republika Černá Hora jako součást Demokratické federativní Jugoslávie, resp. Federativní lidové republiky Jugoslávie
- 1963 - 1992: Socialistická republika Černá Hora jako součást Socialistické federativní republiky Jugoslávie
- 1992: Socialistická republika Černá Hora jako součást Svazové republiky Jugoslávie

## Historie
Druhé zasedání AVNOJe v listopadu 1943 přineslo jasnou formulaci obnovení Jugoslávie na federálním principu, přičemž z dikce usnesení lze vyvodit, že jednou z republik budoucí federace bude také Černá Hora, která byla v dobách meziválečného království do značné míry opomíjena, což se projevovalo i v názvu státu do roku 1929.
Období AVNOJské Jugoslávie se neslo ve znamení investic do Černé Hory, což umožňovalo průmyslový růst a růst životní úrovně. Z Fondu federace pro pomoc například SR Černá Hora čerpala hned po Kosovu nejvíce prostředků.
Republikové ústavy byly přijaty v letech 1946, 1963 a 1974.
V lednu 1989 po sérii demonstrací opustila své funkce většina představitelů strany a státu, aby na jejich místa mohli nastoupit přívrženci Miloševićovy politiky. V březnu 1992 se Černohorci v referendu vyjádřili pro setrvání v jugoslávské federaci. 23. dubna 1992 schválil černohorský parlament ústavu nové - třetí - Jugoslávie, která vstoupila v život 27. dubna 1992.
Konec socialistické Černé Hory přinesla nová ústava z 12. října 1992, která mimo jiné prohlásila za hlavní město republiky Cetinji.

## Politika
Politickou hegemonii zde jako ve zbytku federace měla Komunistická strana, respektive Svaz komunistů Černé Hory, který zvítězil ještě i ve volbách v roce 1990.
V čele státu je po roce 1974, po vzoru federálního Předsednictva, Předsednictvo Černé Hory.